# Philippe de Schleswig-Holstein-Sonderbourg-Glücksbourg
Philippe de Schleswig-Holstein-Sonderbourg-Glücksbourg, (en allemand Philipp von Schleswig-Holstein-Sonderburg-Glücksburg), né le 15 mars 1584, décédé le 27 septembre 1663. Il est duc de Schleswig-Holstein-Sonderbourg-Glücksbourg de 1622 à 1663.

## Famille
Fils de Jean de Schleswig-Holstein-Sonderbourg et d'Élisabeth de Brunswick-Grubenhagen.
Le 23 mai 1624 Philippe de Schleswig-Holstein-Sonderbourg-Glücksbourg épouse Sophie de Saxe-Lauenbourg (†1660), (fille du duc François II de Saxe-Lauenbourg et de Marie de Brunswick-Lunebourg).
Quatorze enfants sont nés de cette union :
- Jean de Schleswig-Holstein-Sonderbourg-Glücksbourg (1625-1640)

- François de Schleswig-Holstein-Sonderbourg-Glücksbourg (1626-1651)

- Christian de Schleswig-Holstein-Sonderbourg-Glücksbourg, duc de Schleswig-Holstein-Sonderbourg-Glücksbourg

- Marie-Élisabeth de Schleswig-Holstein-Sonderbourg-Glücksbourg (1628-1664), en 1657, elle épouse le margrave Georges-Albert de Brandebourg-Culmbach (†1666)

- Charles de Schleswig-Holstein-Sonderbourg-Glücksbourg (1629-1631)

- Sophie de Schleswig-Holstein-Sonderbourg-Glücksbourg (1630-1652), en 1650, elle épouse Maurice de Saxe (†1681)

- Adolphe de Schleswig-Holstein-Sonderbourg-Glücksbourg (1631-1658)

- Augusta de Schleswig-Holstein-Sonderbourg-Glücksbourg (1633-1701), en 1651, elle épouse le duc Ernest-Gonthier de Schleswig-Holstein-Sonderbourg-Augustenbourg (1609-1689)

- Christine de Schleswig-Holstein-Sonderbourg-Glücksbourg (1634-1701), en 1650, elle épouse le duc Christian Ier de Saxe-Mersebourg (†1691)

- Sophie-Dorothée de Schleswig-Holstein-Sonderbourg-Glücksbourg (1636-1689), en 1653, elle épouse le duc Christian-Louis de Brunswick-Lunebourg (†1665). Veuve, elle épouse en 1668 l'électeur Frédéric-Guillaume Ier de Brandebourg (†1688)

- Madeleine de Schleswig-Holstein-Sonderbourg-Glücksbourg (1639-1640)

- Hedwige de Schleswig-Holstein-Sonderbourg-Glücksbourg (1640-1671)

- Anne de Schleswig-Holstein-Sonderbourg-Glücksbourg (1641-1642)

- Anne de Schleswig-Holstein-Sonderbourg-Glücksbourg (1643-1644)

Son père crée le titre de duc de Schleswig-Holstein-Sonderbourg-Glücksbourg que Philippe porte dès 1622. Il est le premier duc de la lignée de Schleswig-Holstein-Sonderbourg-Glücksbourg.

## Généalogie
Philippe de Schleswig-Holstein-Sonderbourg-Glücksbourg appartient à la deuxième branche issue de la première branche Maison de Schleswig-Holstein-Sonderbourg, elle-même issue de la première branche de la Maison d'Oldenbourg. Cette lignée s'éteignit en 1779 au décès de Frédéric de Schleswig-Holstein-Sonderbourg-Glücksbourg (1747-1779).